# 植村武一

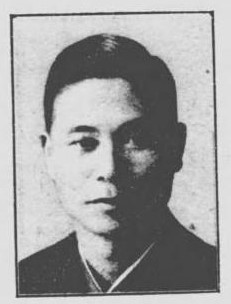
植村武一

植村 武一（うえむら たけいち、1898年〈明治31年〉9月26日 - 1999年〈平成11年〉5月4日）は、大正から昭和期の獣医師、政治家。衆議院議員（2期）。

## 経歴
奈良県奈良市般若寺町で生まれる。1919年（大正8年）東京帝国大学農科大学獣医学実科を卒業した。
牧場、牛乳商を経営。奈良県獣医師会長を務めた。
政界では、奈良市会議員、同議長、奈良県会議員、同副議長を務めた。1940（昭和15年）11月、大政翼賛会奈良県支部常務委員に就任。1942年（昭和17年）4月、第21回衆議院議員総選挙に翼賛政治体制協議会の推薦を受け奈良県全県区から立候補して当選した。この間、拓務省委員、大東亜省委員、翼政会政調厚生・農林兼務委員などを務めた。戦後に公職追放となった。
追放解除後、1952年（昭和27年）10月、第25回総選挙に奈良県全県区から改進党公認で立候補して落選し、次の第26回総選挙でも落選。1955年（昭和30年）2月の第27回総選挙で再選され、衆議院議員に通算2期在任した。この間、日本民主党経理局次長、自由民主党幹事などを務めた。その後、第28回総選挙に立候補したが落選した。
1964年（昭和39年）に長年、酪農に携わり改良増殖に努め関係団体要職に就いて業界発展に尽力したとして黄綬褒章受章。
1968年（昭和43年）秋の叙勲で勲三等に叙され、旭日中綬章を受章する。
その他、奈良市教育委員会委員長、奈良県米麦卸売代表取締役などを務めた。
1999年（平成11年）5月4日、老衰のため奈良市般若寺町の自宅で死去した。100歳没。死没日をもって正五位に叙された。